# جوزيه ألبوكيرك
جوزيه ألبوكيرك (مواليد 7 ديسمبر 1975) هو ملاكم برازيلي، مثّل بلاده في الألعاب الأولمبية الصيفية 2000.

## روابط خارجية
جوزيه ألبوكيرك على موقع أوليمبيديا (الإنجليزية)